# Hotel Imperial (Wien)

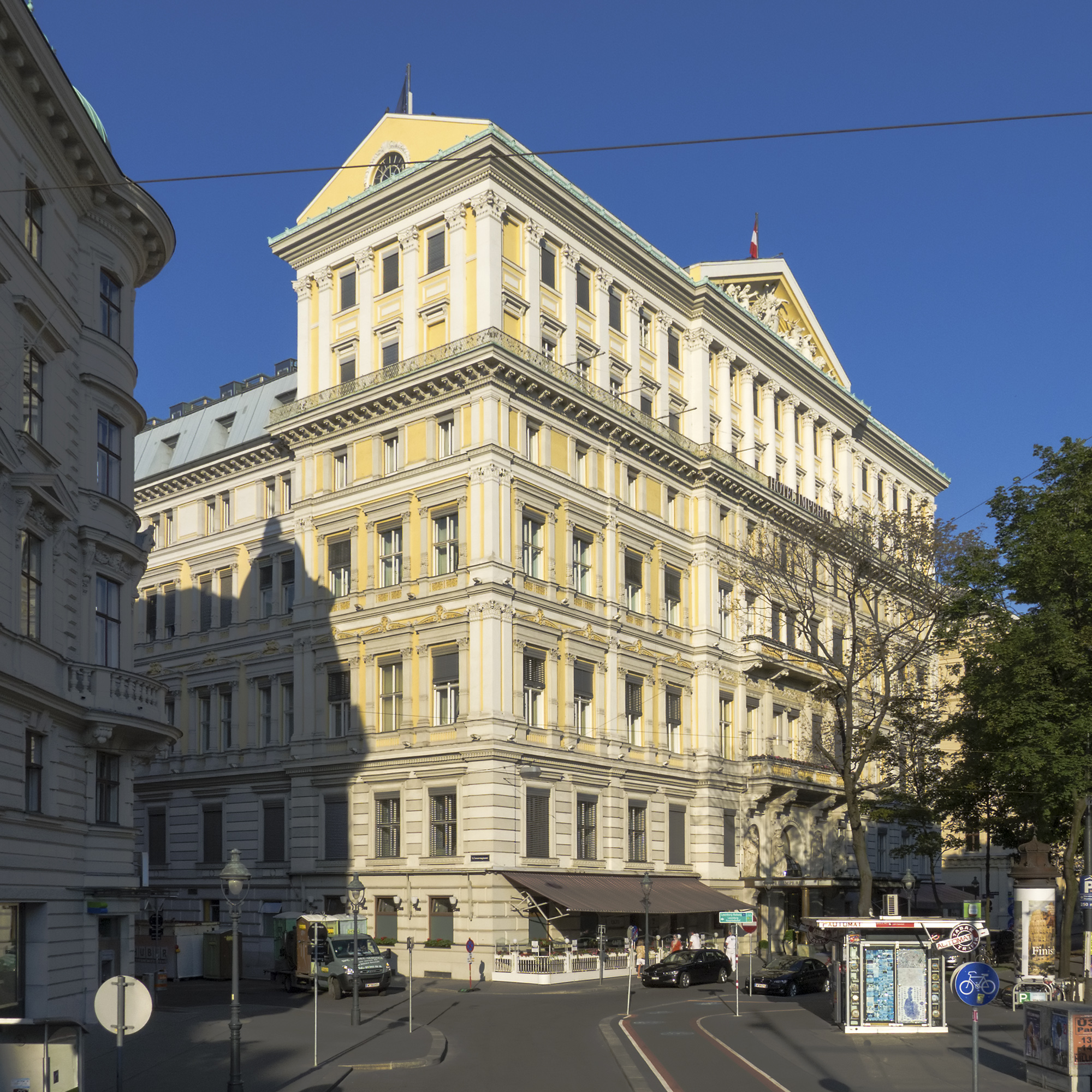
Das Hotel Imperial an der Wiener Ringstraße

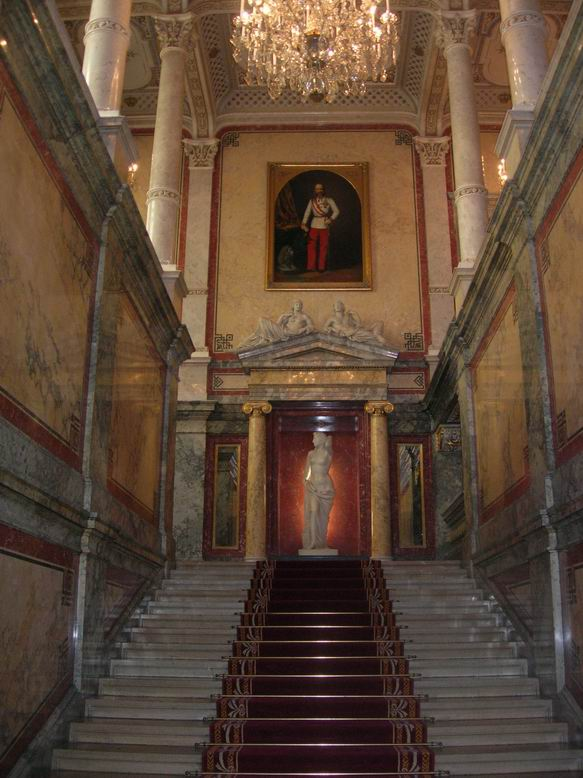
Hotel Imperial: Stiegenaufgang

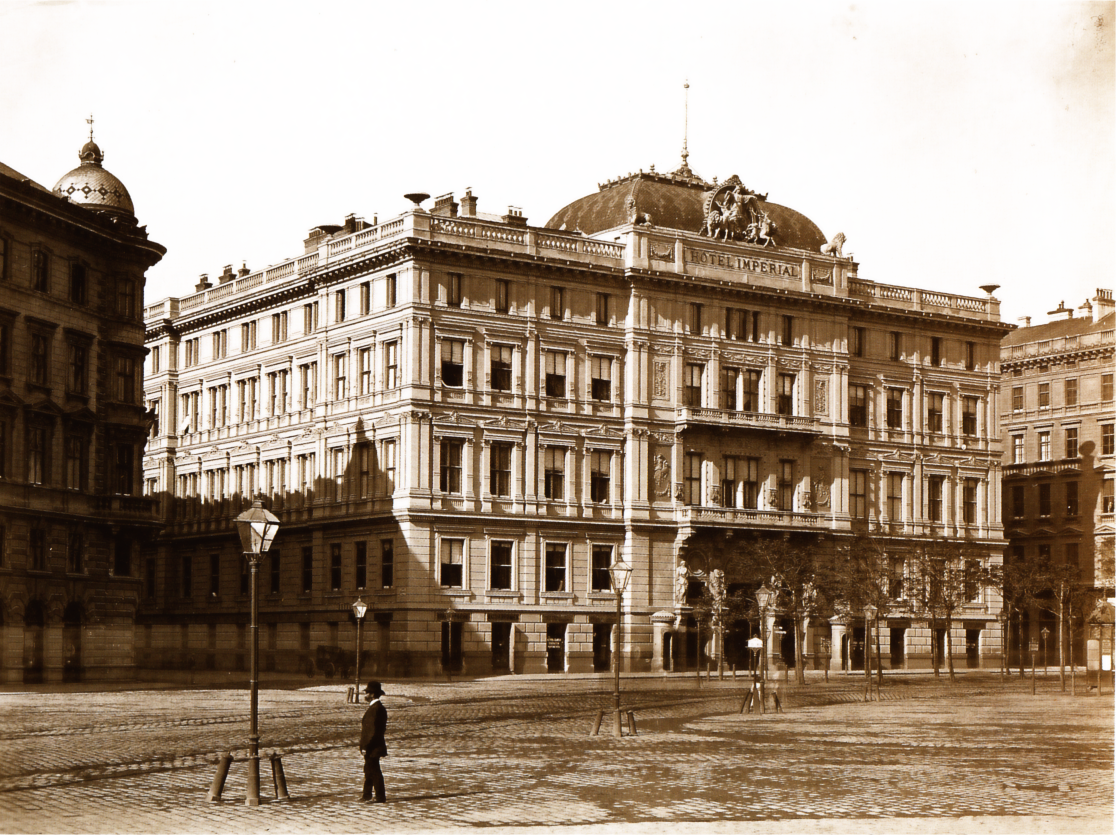
Das Hotel Imperial in der ursprünglichen Bauform, Aufnahme aus dem Jahr 1880

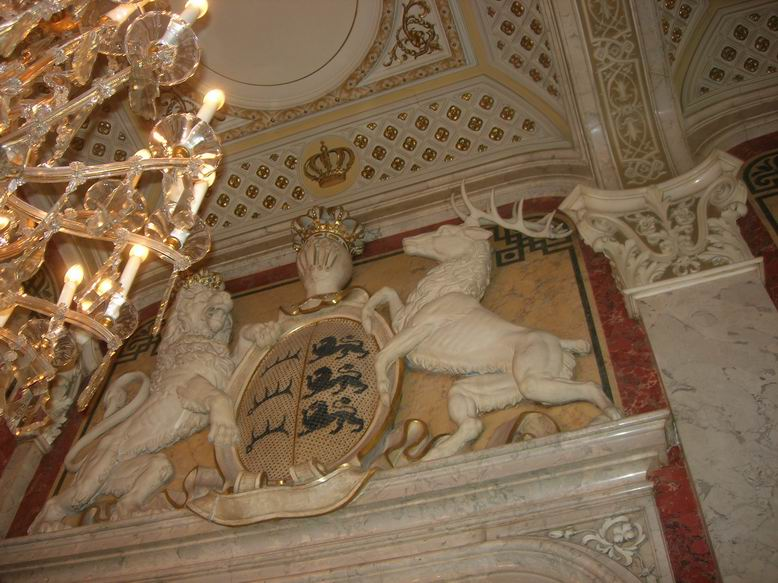
Hotel Imperial: Wappen des Herzogs von Württemberg

Das Wiener Hotel Imperial  ist ein Hotel in Wien und ein markantes Gebäude an der Ringstraße. Es befindet sich am Kärntner Ring 16 im 1. Wiener Gemeindebezirk. Es gehört Al Habtoor Investment und wird von der Marriott Group betrieben.

## Geschichte

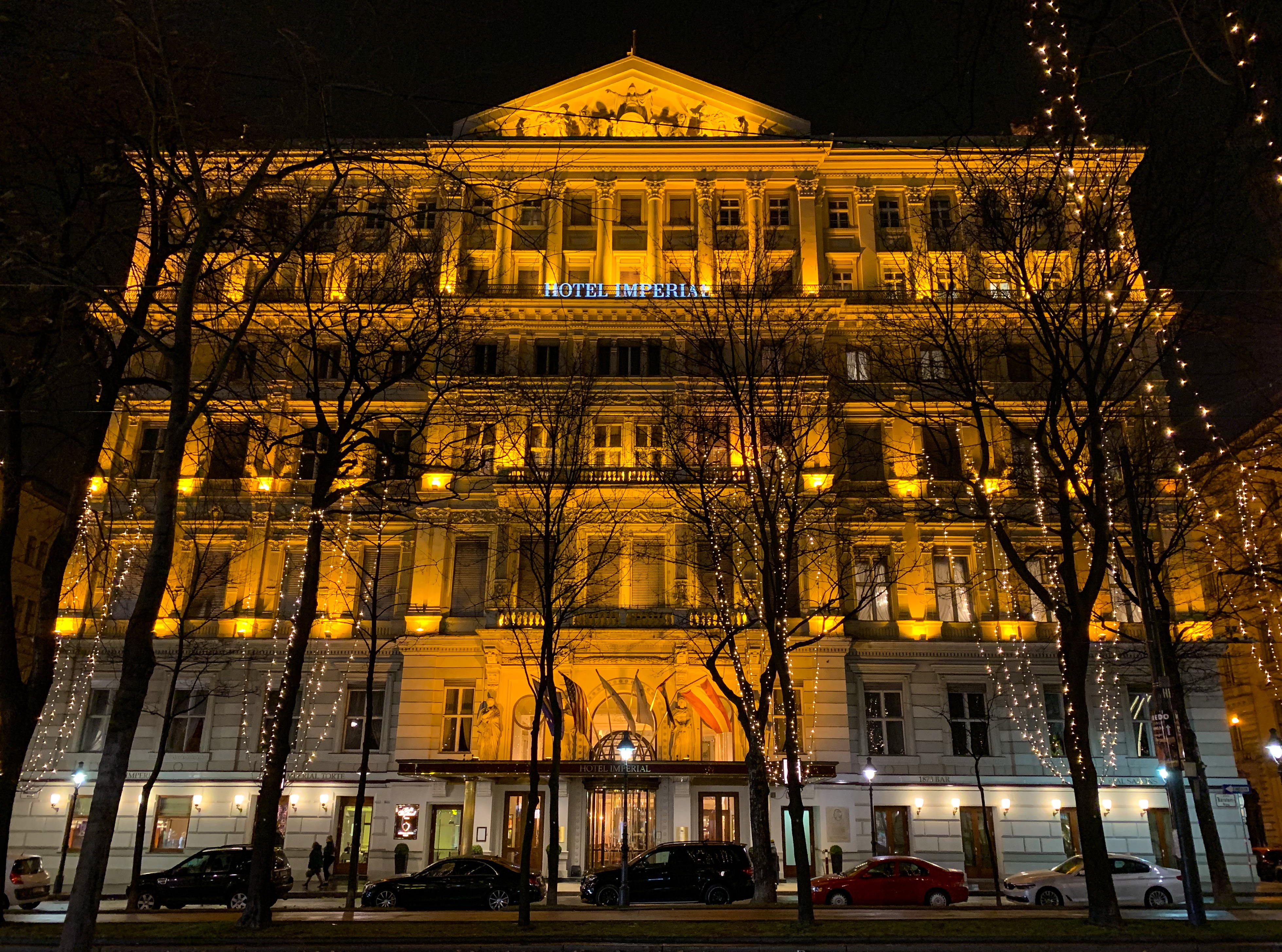
Das Hotel Imperial in abendlicher Beleuchtung

Als Stadtpalais an der Wiener Ringstraße wurde es von 1862 bis 1865 nach den Plänen des Architekten Arnold Zenetti unter der Leitung des Baumeisters Heinrich Adam im Stil der italienischen Neorenaissance für Herzog Philipp von Württemberg erbaut. Die vier Portalfiguren über dem Eingang wurden vom Bildhauer Franz Melnitzky geschaffen und sind Allegorien der Weisheit, der Ehre, der Gerechtigkeit und der Stärke. In den Innenräumen sind einzelne Architekturteile mit Stein verkleidet: bei den Pfeilern der großen Halle ist es Carraramarmor, die Pilaster im Festsaal haben Auflagen des gelben Marmors Giallo di Siena, Wandflächen und Säulen mit Stuckmarmor. In der Feststiege bestehen Wandflächen, Balustraden und große Säulen aus Stuckmarmor, die Stiegenstufen sind aus Kaiserstein, dem harten lichtgelben Algenkalk aus Kaisersteinbruch. Auf dem Podest der Stiege steht die Plastik „Donauweibchen“ von Hanns Gasser.
Der Herzog bewohnte das „Palais Württemberg“ mit seiner Ehefrau, der geborenen Erzherzogin Marie Therese von Österreich, ab 1866, verkaufte es aber bereits 1871 an den Bankier Horace von Landau (1824–1903). Möglicherweise war es für den Herzog als Wohnsitz uninteressant geworden, nachdem der neu gebaute Wiener Musikverein die freie Sicht auf den Wienfluss genommen hatte und eine Straße den Zugang zum Park verbaute. Aber auch die Herzogin fühlte sich im Palais nie wohl.
Vermutlich wurde das Palais von einer Investorengruppe erworben, denn der Baumeister Wilhelm Gross gestaltete es zum Hotel um. Am 28. April 1873 wurde das neue Hotel zur Wiener Weltausstellung 1873 in Anwesenheit von Kaiser Franz Joseph und Kaiserin Elisabeth feierlich eröffnet.
1875 wurde Johann Frohner Pächter des Hotels, der bereits Erfahrung als Hotelier in Budapest gesammelt hatte, wo er erfolgreich sein nach ihm benanntes Hotel betrieb. 1878 bewarb er sich für den Titel als k.u.k. Hoflieferant für Spirituosen- und Weinhandel. Obwohl das Hotel einen ausgezeichneten Ruf genoss, wurde sein Ansuchen abgelehnt. Jahre später wurde dieses dann jedoch vom Obersthofmeisteramt genehmigt.
1912 wurde das Hotel Imperial in eine Aktiengesellschaft umgewandelt, der später auch das Grand Hotel am Kärntnerring gehörte. Das Hotel Imperial wurde modernisiert und eine Zentralheizung eingebaut. Weiters betrieb es ein eigenes Stellfuhrwerkgeschäft (1874–1922), einen Hotelomnibus (1882–1992) und ein Lohnfuhrwerkgewerbe (1908–1911).
Während der Kaiserzeit kamen Gäste wie Fürst Otto von Bismarck, Graf Patrice de Mac-Mahon, König Milan von Serbien, Zar Ferdinand von Bulgarien, Richard Wagner, Eleonora Duse und Sarah Bernhardt.
Während des Ersten Weltkriegs lief der Betrieb fast wie normal weiter, im Personal arbeiteten zunehmend mehr Frauen, männliche Gäste trugen immer öfter Uniform, und man speiste weiterhin auf – manchmal gestopftem – Damast, vermutlich etwas kleinere Portionen.
In den Jahren 1927 und 1928 wurden die beiden Obergeschoße aufgestockt – bei fortlaufenden Hotelbetrieb und unter Zuhilfenahme eines angebauten Treppenturms mit Schnellaufzug. In der Zwischenkriegszeit kamen als Gäste Thomas Mann, Luigi Pirandello, John Galsworthy und Claude Anet. Nach dem Krieg und während der Besatzungszeit machten die sowjetischen Streitkräfte das Hotel zu ihrem Quartier. Das Hotel trug in dieser Zeit nur wenige Schäden davon, obwohl die meisten Möbel danach fehlten und ersetzt werden mussten.
Das Hotel Imperial bzw. die Aktiengesellschaft waren vor dem Zweiten Weltkrieg zum Teil im Besitz von Samuel Schallinger, einem österreichischen Juden. Dieser musste seinen Anteil im Zuge der Nazibesetzung Österreichs und der folgenden Arisierung 1938 verkaufen. Er wurde 1942 im Konzentrationslager Theresienstadt ermordet. Eine Restitution fand nie statt.
Das Hotel zählt seit seiner Eröffnung zu den luxuriösesten Häusern der Stadt Wien. Das Gästebuch mit prominenten Unterschriften wird heute unter einer Glasglocke präsentiert.
Traditionellerweise logieren Staatsgäste im Hotel Imperial; die bekanntesten waren John F. Kennedy und Nikita Chruschtschow bei ihrem Gipfeltreffen 1961 in Wien, Richard Nixon, König Olav V. von Norwegen, Marschall Josip Broz Tito, König Leopold II. von Belgien, die indische Premierministerin Indira Gandhi, die britische Königin Elisabeth II., der spanische König Juan Carlos I. sowie Kaiser Akihito und Kaiserin Michiko von Japan.
Auch zahlreiche prominente Künstler waren zu Gast im Imperial, darunter Otto Preminger, Walt Disney, Otto Klemperer, Alfred Hitchcock, Frank Sinatra, Woody Allen, Yul Brynner, Peter Ustinov, Michel Piccoli, Zubin Mehta, Vladimir Horowitz, Riccardo Muti, Roseanne Barr, Michael Jackson, Mick Jagger, Mariah Carey und Sofia Coppola.
1994 wurde das Hotel von den Lesern von Condé Nast zum besten Hotel der Welt gekürt. Bereits 1961 erhielt das Betreiberunternehmen die Staatliche Auszeichnung und damit das Recht, das Bundeswappen im Geschäftsverkehr zu verwenden.
Im Erdgeschoß des Hotels befindet sich das Café Imperial, ein traditionsreiches luxuriöses Lokal, das von jeher prominente Gäste anzog und mit Bildern von Moritz von Schwind ausgestattet ist. Bis nach der Jahrhundertwende hieß es Café Frohner.
Im Jahr 2016 wurde bekannt, dass das Hotel mit Al Habtoor Investment aus den Vereinigten Arabischen Emiraten einen neuen Eigentümer hat. Betrieben wird es weiterhin von Starwood Hotels & Resorts, die schon mehrere Hotels des neuen Eigentümers betreibt.

## Imperial-Torte
Eine Spezialität des Hauses ist die Imperial-Torte, die nach einem Geheimrezept aus Mandeln, Marzipan und Milchschokolade hergestellt wird. Die Torte enthält außerdem 2 % Alkohol und ist gekühlt mindestens acht Wochen lang haltbar. Sie wird in Holzschachteln weltweit versandt.
Laut einer Legende kreierte ein Küchenjunge namens Franz-Xaver Loibner die Imperial-Torte für Kaiser Franz Joseph I. anlässlich der Eröffnung des Hotels.

Imperial-Torte
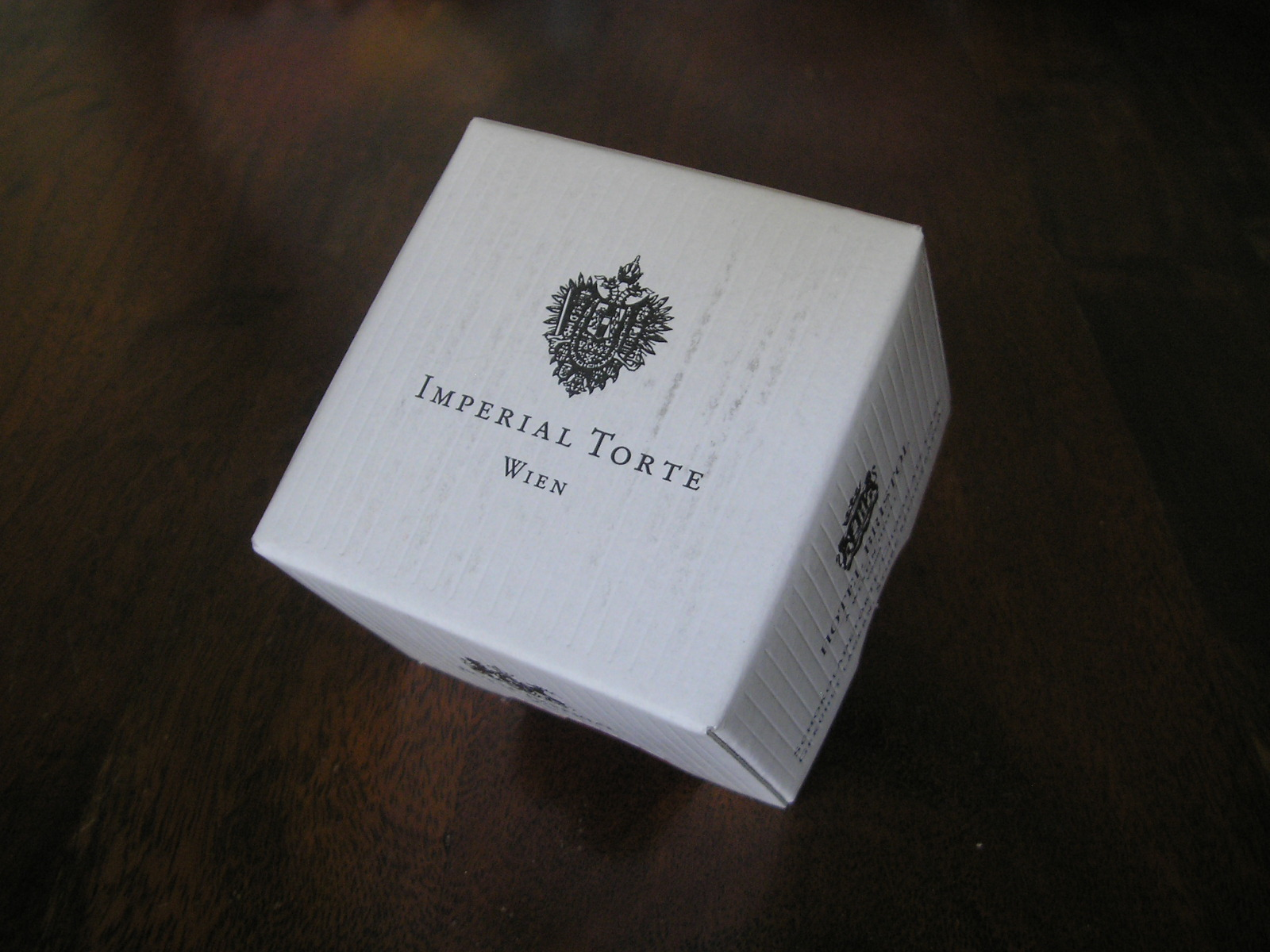
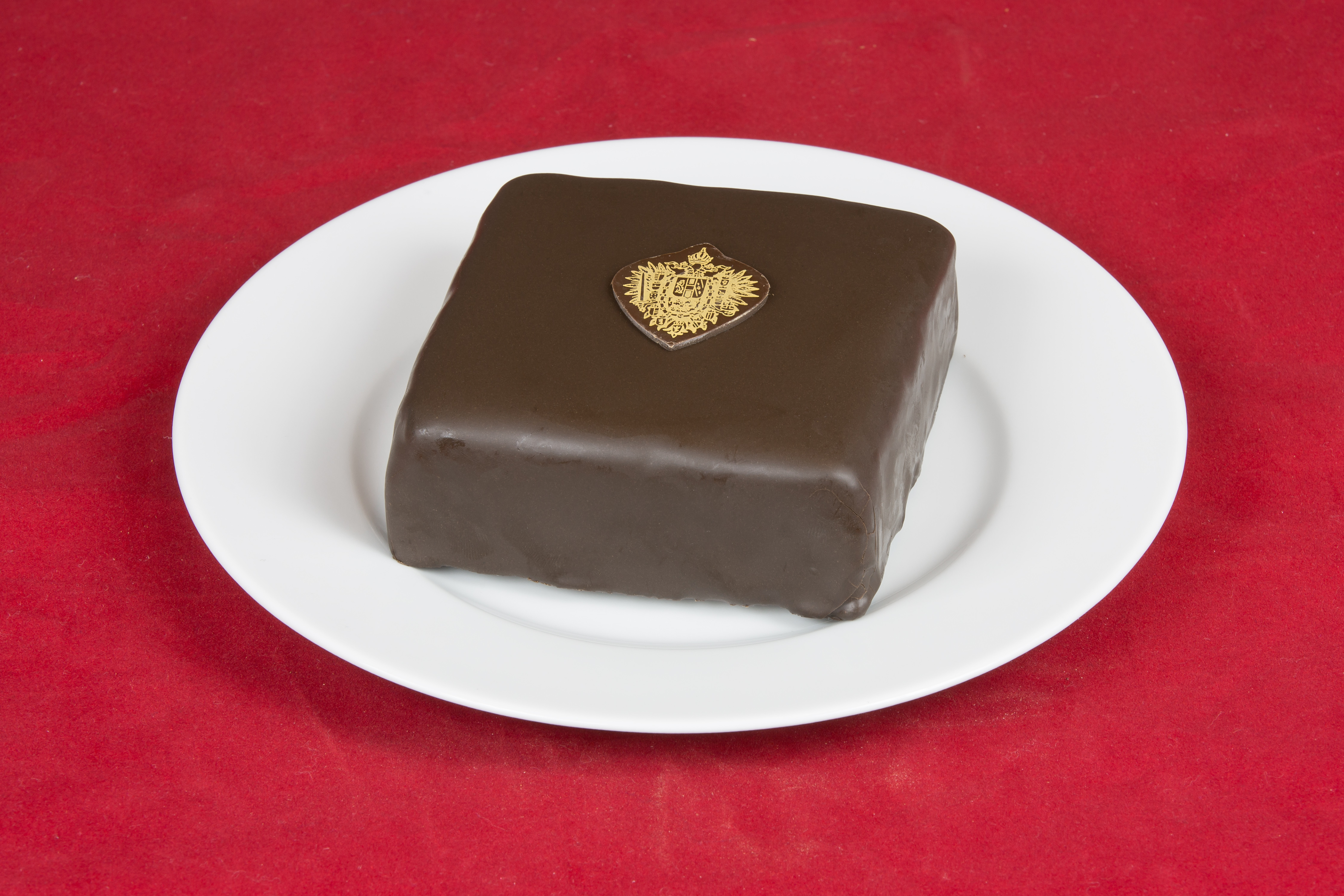
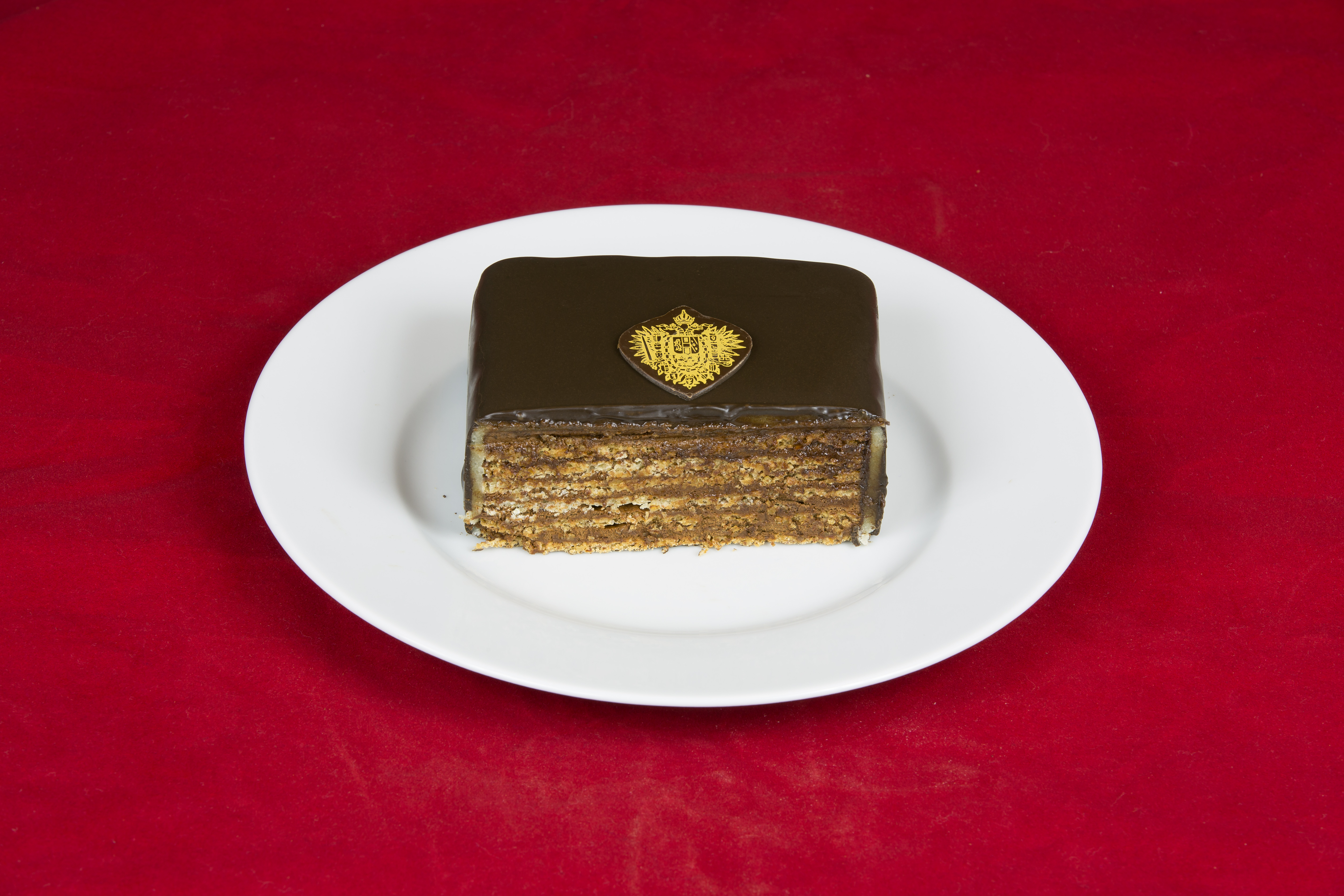